# Picturesque California
Picturesque California è un cortometraggio muto del 1914. Il nome del regista non viene riportato nei credit del film, un documentario sulla California di un centinaio di metri di lunghezza.

## Produzione
Il film fu prodotto dalla Vitagraph Company of America.

## Distribuzione
Distribuito dalla General Film Company, il film - un cortometraggio di 100 metri - uscì nelle sale cinematografiche statunitensi il 5 dicembre 1914. Nelle proiezioni, veniva programmato con il sistema dello split reel, accorpato in un'unica bobina con un altro cortometraggio prodotto dalla Vitagraph, la comica Bunny's Little Brother.